# سرژ آویدیکیان
سرژ آویدیکیان فرانسوی: Serge Avédikian‎ (ارمنی: Սերժ Ավետիքյան؛ زادهٔ ۱ دسامبر ۱۹۵۵) یک بازیگر، کارگردان، و فیلم‌نامه‌نویس اهل ارمنستان-فرانسه است. وی از سال ۱۹۷۹ میلادی تاکنون مشغول فعالیت بوده است.

## بخشی از فیلمشناسی
از فیلم‌ها یا برنامه‌های تلویزیونی که وی در آن نقش داشته است می‌توان به آثار زیر اشاره کرد:
- خورش آلو با مرغ
- مأموران مخفی (۲۰۰۴)
- آرام (۲۰۰۲) در نقش طلعت
- مایریگ (۱۹۹۱) در نقش وازگن پاپاسیان
- ارکستر سرخ (۱۹۸۹)
- سحرگاه (۱۹۸۵)
- حرکات خطرناک (۱۹۸۴)
- به‌من نگو پسر دیوانه بود (۲۰۱۵)

## جوایز
وی در سال ۲۰۱۰ برنده نخل طلای جایزه جشنواره فیلم کن در بخش فیلم کوتاه برای فیلم "" (Chienne d'histoire) شده است.